# 城巴25A線
城巴25A線是香港島一條來往會展站及寶馬山的循環巴士路線，由城巴經營，來往灣仔及銅鑼灣，勵德邨及寶馬山之間。

## 歷史
- 1976年5月3日：中巴11A線為配合勵德邨落成而投入服務，來往勵德邨至灣仔碼頭，提供來往銅鑼灣及灣仔接駁渡輪的巴士服務。
- 1984年4月2日：中巴25M線投入服務，由寶馬山（天后廟道）單向前往金鐘地鐵站（東）（即金鐘站），只於平日早上提供服務。
- 1985年5月31日：為配合地鐵港島綫（即港鐵港島綫）柴灣站至金鐘站通車，25M線路線改由銅鑼灣開往寶馬山循環巴士線，並延長至每日早上及星期一至五傍晚提供服務。
- 1991年：25M線延長至灣仔碼頭。
- 1994年7月4日：25M線路線縮短為天后地鐵站（即天后站）往返寶馬山，改為袛於平日早上提供服務。
- 1997年8月4日：25M線路線延長至灣仔（會展新翼），並改經銅鑼灣及炮台山地鐵站（即炮台山站）往寶馬山。此外，服務時間延長並提升至全線空調巴士服務。
- 1998年2月：香港政府決定不再延續中巴的巴士路線專營權，並將11A及25M等十條路線的專營權，直接交予城巴。及後，城巴將兩線合併重組為25A及25C線。
- 1998年8月16日：25A及25C線投入服務，分別以逆時針及順時針方向，循環行走灣仔、銅鑼灣、勵德邨及寶馬山。
- 2013年7月14日：本線與25C線合併，合併後仍沿用25A編號，往灣仔（會展新翼）方向改經勵德邨，不經炮台山。同時取消伊榮街巴士站，改於希慎廣場設站。
  - 雖然東區區議會已經表明反對重組計劃，但運輸署仍然堅持強行實施，運輸署及新巴、城巴更於實施前六天發出巴士改動通告及新聞稿[1][2]，導致東區區議會交通及運輸委員會決定於2013年7月12日召開臨時緊急會議，擬向運輸署提出緊急質詢[3]，但因出席會議人數不足而流會，相關重組改動亦因而如期實施。
- 2016年5月20日：增設實時抵站時間查詢服務。
- 2019年4月28日：總站由灣仔（會展新翼）臨時遷至灣仔北，並來回加停會議道灣仔碼頭站。[4]
- 2021年2月22日：大幅削減班次和全線改派雙層巴士。[5]
- 2022年5月14日：本線灣仔區總站遷往會展站公共運輸交匯處，往灣仔方向取消菲林明道「香港會議展覽中心」及會議道「灣仔碼頭」站，往寶馬山方向則不停會議道「灣仔碼頭」站。[6]

## 服務時間及班次
| 會展站開         | 會展站開    | 會展站開     |
| ---------------- | ----------- | ------------ |
| 日期             | 服務時間    | 班次（分鐘） |
| 星期一至五       | 06:30-07:30 | 15           |
| 星期一至五       | 07:42       |              |
| 星期一至五       | 07:55-09:25 | 15           |
| 星期一至五       | 09:25-10:15 | 12/13        |
| 星期一至五       | 10:15-11:00 | 15           |
| 星期一至五       | 11:00-14:00 | 12           |
| 星期一至五       | 14:00-17:30 | 15           |
| 星期一至五       | 17:30-18:30 | 12           |
| 星期一至五       | 18:30-20:00 | 15           |
| 星期一至五       | 20:00-00:00 | 20           |
| 星期一至五       | 00:22       |              |
| 星期六           | 06:30-10:50 | 20           |
| 星期六           | 10:50-12:05 | 15           |
| 星期六           | 12:05-15:05 | 20           |
| 星期六           | 15:05-16:45 | 25           |
| 星期六           | 16:45-19:25 | 20           |
| 星期六           | 19:25-00:00 | 25           |
| 星期六           | 00:22       |              |
| 星期日及公眾假期 | 07:00-07:40 | 20           |
| 星期日及公眾假期 | 07:40-09:20 | 25           |
| 星期日及公眾假期 | 09:20-11:00 | 20           |
| 星期日及公眾假期 | 11:00-12:00 | 15           |
| 星期日及公眾假期 | 12:00-14:00 | 20           |
| 星期日及公眾假期 | 14:00-00:00 | 25           |
| 星期日及公眾假期 | 00:22       |              |

特別班次
- 寶馬山開
  - 星期一至六：06:10、06:25、06:40
  - 星期日及公眾假期：06:25、06:45、07:05

## 收費
全程：$5.2
- 灣仔消防局往寶馬山/勵德邨勵潔樓往會展站：$4.8
- 怡景道往會展站：$5.2
- 香港中央圖書館往會展站：$4.4

| - 本線設有12歲以下小童及65歲或以上長者半價優惠。 - 65歲或以上香港居民使用「樂悠咭」，以及12歲以下合資格殘疾兒童使用「殘疾人士身份」個人八達通繳付車資，均可享有每程$2.0或半價（以較低者為準）的票價優惠；12至64歲合資格殘疾人士使用「殘疾人士身份」個人八達通（包括「樂悠咭」），以及60至64歲香港居民使用「樂悠咭」繳付車資，均可享有每程$2.0或全費（以較低者為準）的票價優惠。 - 65歲或以上長者如使用長者或一般個人八達通繳付車資，則只可享有半價優惠；12至64歲合資格殘疾人士如不使用「殘疾人士身份」個人八達通，以及60至64歲人士如不使用「樂悠咭」繳付車資，必須繳付全費。 - 乘客可以現金或八達通於上車時付款，不設找續。 - 每位成人乘客可免費攜帶最多兩名4歲以下而不佔座位的兒童乘客乘車，超額之4歲以下小童必須繳付小童車費乘車。 - 九龍巴士、城巴及龍運巴士全職員工及家屬（不包括外判職員）可免費乘搭本路線，惟必須拍職員或職員家屬八達通。 - 乘客亦可使用AlipayHK「易乘碼」、支付寶、WeChatHK／微信支付「搭車碼」、銀聯雲閃付「乘車碼」及BOC Pay「乘車碼」、具有感應式支付功能的VISA、Mastercard及銀聯卡，以及Apple Pay、Google Pay及Samsung Pay流動支付平台繳付車資。使用此支付方式的乘客可享有中途下車之分段收費，以及與其他城巴獨營路線或聯營線城巴班次之轉乘優惠，惟不適用於與非城巴路線之轉乘優惠。乘客亦不能享有「公共交通費用補貼計劃」及「長者及合資格殘疾人士公共交通票價優惠計劃」。 |

### 八達通轉乘優惠
乘客登上本線後指定時間內以同一張八達通卡轉乘以下路線，或從以下路線登車後指定時間內以同一張八達通卡轉乘本線，次程可獲車資折扣優惠：
25A←→10，次程車資全免，轉乘時限為90分鐘，優惠祇適用於怡景道或之前登上路線25A的乘客
- 25A往會展站 → 10往北角碼頭
- 10往堅尼地城 → 25A往會展站

25A←→南區路線，次程可獲$1折扣優惠，轉乘時限為90分鐘
- 25A往會展站 → 72往華貴、72A往深灣、76往石排灣、77往田灣、96往利東或592往海怡半島
- 77往筲箕灣、72、72A、76、96或592往銅鑼灣 → 25A往寶馬山

25A←→A11
- 25A往會展站 → A11往機場，回贈首程車資，轉乘時限為90分鐘
- A11往北角碼頭 → 25A往寶馬山，次程車資全免，轉乘時限為120分鐘

## 使用車輛
現時本線主要使用青年JNP6120GR巴士（1830-1845）、亞歷山大丹尼士Enviro 500 12米（8100-8319）及亞歷山大丹尼士Enviro 500 MMC 12米（8320-8490）行走。
新創建於2014年為城巴及新巴訂了一批為數24輛的11.7米長的青年JNP6120GR巴士，其中城巴獲編配16輛，以替代年事已高即將退役的1998年單層猛獅NL262（15XX），是城巴第2款引入的全中國內地自主研發、製造的單層空調巴士，側牌採用Hanover「加長版」LED電子路線牌、車外設有攝錄鏡、車廂採用深色的淺紫色色調等。該批巴士於2015年1月起陸續運抵香港，首4輛新車（1836、1838、1842、1844）於2015年4月13日出牌，其中（1836／TH6404、1838／TH4561、1842／TH6440）於翌日（4月14日）於本線首航。
電動巴士比亞迪K9R（1583）及山東沂星SDL6120EVG「華夏神龍」（1586）曾固定行走本線作試驗，後來因試驗期完結而於2019年5月25日起調離本線。
因應本線削減班次，由2021年2月22日起，本線全部用車改為雙層巴士。

## 行車路線
經：鴻興道、菲林明道、軒尼詩道、怡和街、銅鑼灣道、天橋、大坑道、勵德邨道、怡景道、雲景道、天后廟道、寶馬山道、校園徑、寶馬山公共運輸交匯處、寶馬山道、雲景道、怡景道、勵德邨道、大坑道、摩頓臺、高士威道、伊榮街、邊寧頓街、怡和街、軒尼詩道及菲林明道。

### 沿線車站

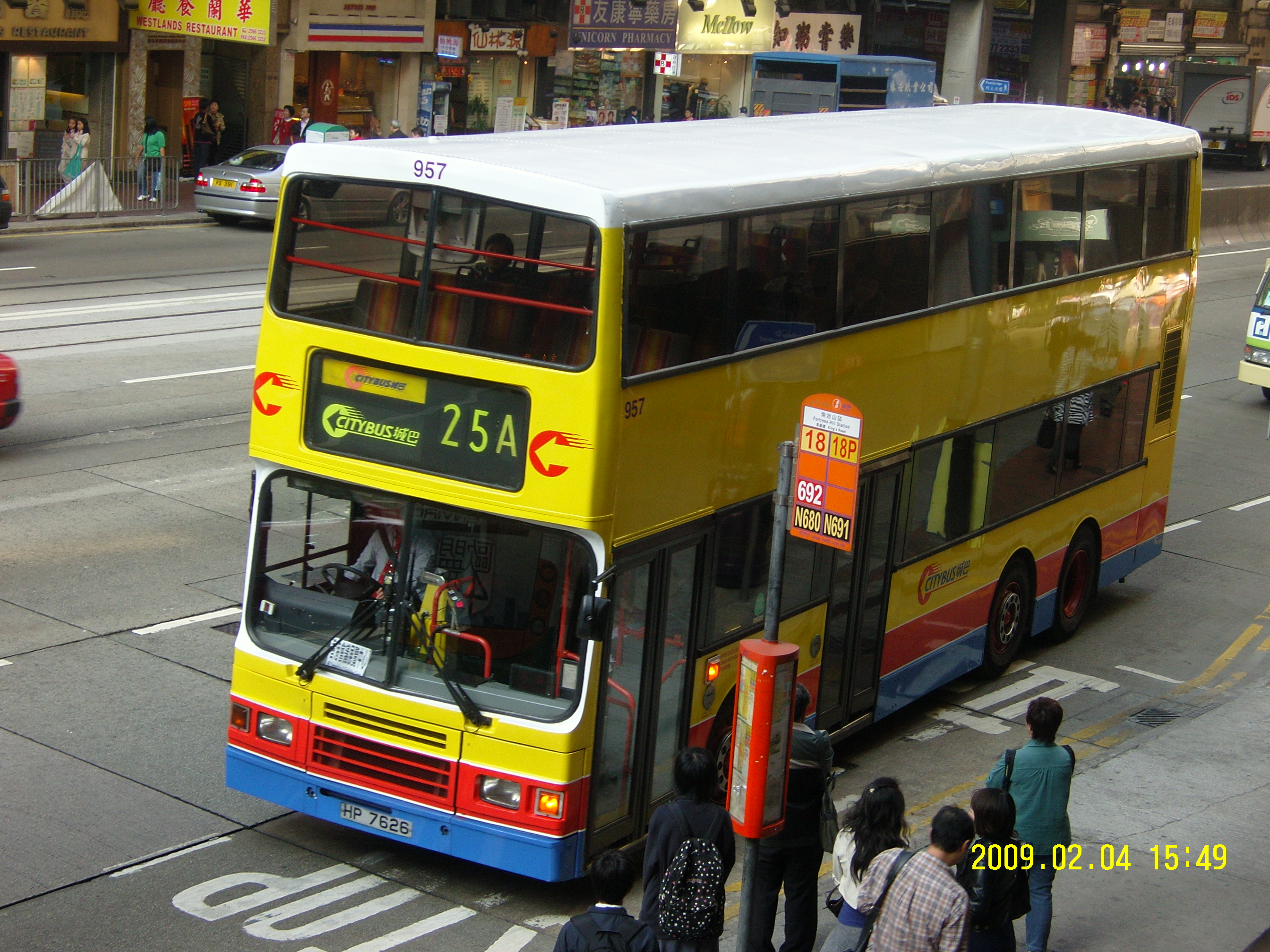
雙層巴士

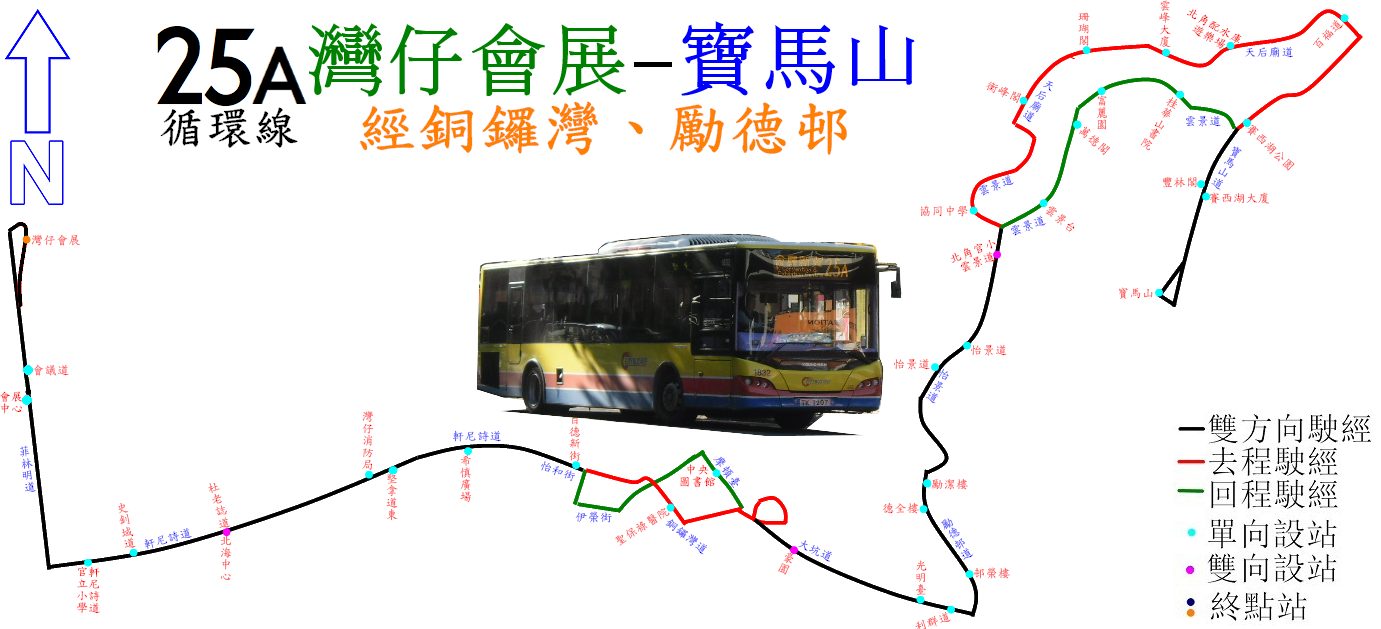
本線的走線圖

| 會展站開 | 會展站開           | 會展站開             |
| 序號     | 車站名稱           | 位置                 |
| -------- | ------------------ | -------------------- |
| 1        | 會展站             | 會展站公共運輸交匯處 |
| 2        | 史釗域道           | 軒尼詩道             |
| 3        | 杜老誌道           | 軒尼詩道             |
| 4        | 灣仔消防局         | 軒尼詩道             |
| 5        | 百德新街           | 怡和街               |
| 6        | 聖保祿醫院         | 銅鑼灣道             |
| 7        | 豪園               | 大坑道               |
| 8        | 光明臺             | 大坑道               |
| 9        | 勵德邨德全樓       | 勵德邨道             |
| 10       | 怡景道             | 怡景道               |
| 11       | 北角官立小學雲景道 | 怡景道               |
| 12       | 協同中學           | 雲景道               |
| 13       | 衡峰閣             | 天后廟道             |
| 14       | 珊瑚閣             | 天后廟道             |
| 15       | 雲峰大廈           | 天后廟道             |
| 16       | 北角配水庫遊樂場   | 天后廟道             |
| 17       | 百福道             | 天后廟道             |
| 18       | 賽西湖公園         | 寶馬山道             |
| 19       | 賽西湖大廈         | 寶馬山道             |
| 20#      | 寶馬山             | 寶馬山公共運輸交匯處 |
| 21       | 豐林閣             | 寶馬山道             |
| 22       | 桂華山中學         | 雲景道               |
| 23       | 富麗園             | 雲景道               |
| 24       | 萬德閣             | 雲景道               |
| 25       | 雲景台             | 雲景道               |
| 26       | 北角官立小學雲景道 | 怡景道               |
| 27       | 怡景道             | 怡景道               |
| 28       | 勵德邨勵潔樓       | 勵德邨道             |
| 29       | 勵德邨邨榮樓       | 勵德邨道             |
| 30       | 利群道             | 大坑道               |
| 31       | 豪園               | 大坑道               |
| 32       | 香港中央圖書館     | 摩頓臺               |
| 33       | 希慎廣場           | 軒尼詩道             |
| 34       | 堅拿道東           | 軒尼詩道             |
| 35       | 北海中心           | 軒尼詩道             |
| 36       | 軒尼詩道官立小學   | 軒尼詩道             |
| 37       | 會展站             | 會展站公共運輸交匯處 |

- #特別班次起載點。

## 第一代25A線
第一代25A線於1974年1月7日為配合中巴及運輸署打擊公共小巴的措施而開辦，來往中環總站及銅鑼灣（百德新街），1974年8月13日起停止服務。